# 1997 في رومانيا
فيما يلي قوائم الأحداث التي وقعت خلال عام 1997 في رومانيا.

## رياضة
- 14 يونيو – دوري الدرجة الأولى الروماني 1996–97 الفائز نادي ستيوا بوخارست.

## مواليد

### يناير
- 4 يناير – اندريه ايفان لاعب كرة قدم روماني.[1]

### فبراير
- 14 فبراير – فالنتين جورجي لاعب كرة قدم روماني.[2]

### أبريل
- 18 أبريل – روبرت غلينتا سباح روماني.
- 27 أبريل – روبرت بيتري لاعب كرة قدم روماني.[3]

### مايو
- 9 مايو – باتريك بيتري لاعب كرة قدم روماني.[4]

### يوليو
- 30 يوليو – بيانكا بازاليو لاعبة كرة يد رومانية.

### أغسطس
- 9 أغسطس – كريستيان مانيا لاعب كرة قدم روماني.[5]

### ديسمبر
- 9 ديسمبر – ديفيد بوبا لاعب كرة قدم روماني.[6]
- 30 ديسمبر – دانييل بينزار لاعب كرة قدم روماني.[7]

## وفيات

### فبراير
- 21 فبراير – جوزيف بوسيبال (مواليد 1927) لاعب كرة قدم ألماني.

### سبتمبر
- 5 سبتمبر – أندري ناجي (مواليد 1923)

### ديسمبر
- 5 ديسمبر – يوجين سيسيرو (مواليد 1940) مغني ألماني.[8]
- 28 ديسمبر – كورنيليو بابا (مواليد 1906) رسام روماني.[9]